# Vandiemenia ratkowskiana
Vandiemenia ratkowskiana är en bladmossart som beskrevs av Hewson. Vandiemenia ratkowskiana ingår i släktet Vandiemenia och familjen Metzgeriaceae. IUCN kategoriserar arten globalt som akut hotad.
Artens utbredningsområde är Tasmanien. Inga underarter finns listade i Catalogue of Life.